# Məhəmməd Rəsulzadə
Məhəmməd Əmin Rəsulzadə /mæmˈmæd æˈmin ɾæsulzɑːˈdæ/ (Novkhana, 31 gennaio 1884 – Ankara, 6 marzo 1955) è stato un politico azero.
È stato un importante statista e studioso azero e uno dei padri fondatori della Repubblica Democratica di Azerbaigian, ovvero la prima repubblica democratica e laica istituita nel mondo islamico.
Una sua celebre espressione
è diventato lo slogan dei movimenti indipendentisti azeri nel XX secolo.

## Vita e attività politica
Nato a Novkhana, vicino Baku, frequentò una scuola russo-musulmana e in seguito il Politecnico di Baku. Durante il suo periodo studentesco fondò il movimento clandestino studentesco indipendentista Organizzazione dei Giovani Musulmani Musavat, la prima organizzazione segreta in assoluto nella storia della nazione azera. A partire dal 1903 iniziò a pubblicare articoli e rubriche in diversi giornali e riviste di opposizione, avvicinandolo per le sue posizioni anti-monarchiche e per il suo indipendentismo ai movimenti socialdemocratici e comunisti dell'epoca.
Nel 1904 fondò la prima organizzazione socialdemocratica di ispirazione musulmana che chiamò Hummet, diventando capo-redattore della testata del movimento Tekamül! che condusse fino al 1907 e pubblicò diversi articoli anche su riviste non allineate come Hayat, Irshad e Fuyuzat. Nel 1908 fu rappresentato a Baku un allestimento teatrale ispirato alla sua opera La luce nelle tenebre.
Rasulzade, così come altri dei suoi compagni nel movimento, erano appartenuti in precedenza alla federazione di Baku del Partito Social Democratico Russo del Lavoro all'interno del quale si sarebbero formate le due note componenti dei Bolscevichi e dei Menscevichi. Una fotografia conservata negli archivi russi mostra Rasulzade in compagnia di Prokopius Dzhaparidze e Meshadi Azizbekov, due politici bolscevichi che avrebbero in seguito fatto parte del numero dei 26 commissari di Baku, fautori della Comune Sovietica di Baku all'indomani dello scoppio della Rivoluzione d'ottobre. Durante la Rivoluzione Russa del 1905, Rasulzade partecipò attivamente in prima persona agli sviluppi del movimento rivoluzionario e la leggenda vuole che sia stato proprio lui a salvare la vita al giovane Stalin a Baku, ricercato allora dalla polizia per l'accusa di istigazione alla rivolta.
Perseguitato anche lui dalla polizia, Rasulzade abbandonò la sua patria per rifugiarsi in Persia dove partecipò alla Rivoluzione Costituzionale Persiana nel periodo 1905 - 1911. Durante il suo periodo di esule in Persia, Rasulzade pubblicò la rivista Iran-e-Azad e fu uno dei fondatori del Partito Democratico Iraniano diventando curatore della rivista del partito, Iran-e Nou, ovvero il primo giornale moderno della storia dell'Iran.
Nel 1911 pubblicò l'opera Saadet-e bashar (La felicità del genere umano) dove prendeva le difese degli ideali socialisti e rivoluzionari. A seguito dell'invasione delle truppe russe dell'Iran che posero fine all'esperienza della Rivoluzione Costituzionale Persiana, Rasulzade fu costretto a fuggire nuovamente, questa volta ad Istanbul in Turchia, dove fondò il giornale Türk yurdu (Terra dei Turchi) dove pubblicò il suo celebre articolo dal titolo I Turchi Iraniani.

## Fondazione del Musavat e la nascita della Repubblica Democratica dell'Azerbaigian
Grazie all'amnistia generale proclamata per la celebrazione dei 300 anni della dinastia reale dei Romanov in Russia, Rasulzade poté fare ritorno a Baku nel 1913, abbandonando il movimento Hummet di cui faceva parte per unirsi al movimento clandestino del Musavat (Uguaglianza), fondato nel 1911 e sostenitore di ideali pan-turchi e pan-islamici, fondendoli con l'ideale socialista. Gran parte delle rivendicazioni sostenute dal Musavat erano frutto dell'influenza culturale e politica del movimento politico dei Giovani Turchi nato all'interno dell'Impero ottomano.
Nel 1915 Rasulzade fondò il giornale del movimento, Açıq Söz (Mondo Aperto) che chiuse i battenti nel 1918. Allo scoppio della Rivoluzione d'Ottobre, il Musavat, così come molti altri movimenti clandestini indipendentisti uscì allo scoperto cercando la propria legittimazione unendosi al Partito dei Federalisti Turchi guidato da Nasibbey Usubbeyli.
La Rivoluzione Russa causò il distacco dall'Impero Russo delle regioni appartenenti al Transcaucaso, dando vita, dopo la secessione alla Repubblica Federale Democratica Transcaucasica, il cui parlamento aveva sede a Seym e nel quale Rasulzade divenne capo della componente islamica. Dopo la dissoluzione della Repubblica Transcaucasica, la componente musulmana guidata da Rasulzade si riorganizzò il 27 maggio 1918 nel Consiglio Nazionale Azero, ovvero il Parlamento della nascente Repubblica Democratica dell'Azerbaijan, di cui Rasulzade venne eletto presidente all'unanimità. Sempre in quello stesso anno, il Consiglio Nazionale Azero, guidato da Rasulzade, dichiarò la propria indipendenza e, sebbene egli non abbia mai fatto parte dei vari Gabinetti dei Ministri della nuova realtà politica azera, egli ne rimase sempre l'ispiratore e la figura cardine, guidandone attivamente le sorti fino alla sua dissoluzione nel maggio del 1920.
Mentre era a capo del Consiglio Nazionale Azero, Rasulzade, coadiuvato dall'allora Ministro dell'Educazione, Rashid khan Kaplanov, fondò nel 1919 l'Università Statale di Baku, anche grazie ai fondi elargiti dal barone del petrolio Haji Zeynalabdin Taghiyev, suo grande sostenitore, e dove lo stesso Rasulzade insegnava letteratura turca.
L'esperienza della prima repubblica indipendente dell'Azerbaigian ebbe vita breve, e terminò quando il 25 aprile 1920 le truppe bolsceviche invasero il paese e fecero il loto ingresso a Baku il 28 aprile 1920, chiedendo lo scioglimento immediato del Consiglio Nazionale Azero. Rasulzade fu costretto a fuggire e a nascondersi per diversi mesi a Lahij, un piccolo villaggio di montagna nel Caucaso. Nonostante le accurate ricerche dell'esercito bolscevico per scoprire il suo nascondiglio, Rasulzade riuscì a restare al sicuro e a guidare la resistenza contro la Sovietizzazione del suo paese, fino a quando un suo compagno, anch'esso rifugiatosi a Lahij, non inviò una lettera a Baku che venne intercettata dalla polizia bolscevica e riuscì a risalire così al nascondiglio di Rasulzade. La polizia bolscevica lo arrestò mentre era in fuga dal villaggio e lo riportò a Baku dove venne soccorso dal suo vecchio amico di gioventùl Stalin che lo portò con lui a Mosca per salvarlo dalle mani della polizia bolscevica.

## Il soggiorno a Mosca e l'esilio
Durante il suo soggiorno a Mosca Rasulzade si vide offerte diverse opportunità di entrare nell'establishment sovietico, ma rifiutò sempre di collaborare con un paese che aveva distrutto i sogni di libertà della propria patria. Accettò di insegnare Storia della Letteratura Orientale all'Università di Mosca, nel frattempo, temendo un rovesciamento nella benevolenza di Stalin, noto per i suoi cambi d'umore, Rasulzade entrò in contatto con i suoi compagni del Musavat che organizzarono la sua fuga in Finlandia e da lì in Turchia nel 1922.
In seguito Rasulzade inviò una lettera a Stalin nella quale affermava che:
In tutta risposta Stalin, che aveva ottimi rapporti diplomatici con la Turchia di Ataturk, chiese l'estradizione dalla nazione turca di tutti gli esuli politici la cui attività politica fosse ostile all'Unione Sovietica. Tuttavia Ataturk si rifiutò di arrestare Rasulzade e lo invitò ad abbandonare la Turchia prima di essere costretto a seguire le direttive sovietiche. Rasulzade lasciò la Turchia nel 1931 e si diresse in Polonia dove nel 1938 conobbe e sposò Vanda, nipote dello statista polacco Józef Piłsudski. Allo scoppio della Seconda guerra mondiale, Rasulzade fece il suo ritorno in Turchia, dopo un breve soggiorno in Romania nel 1940. Morì nel 1955 e venne seppellito nel cimitero Cebeci Asri di Ankara non prima di aver lanciato un suo celebre appello alla stazione radiofonica Voice of America alla nazione azera, incitandola a lottare per la propria indipendenza.